# Jan Douglas z Thurn-Valsassiny
Jan Douglas hrabě z Thurn-Valsassiny (někdy uváděn i jako Jan Duklas, německy Johann Douglas von Graf Thurn-Valsassina, 22. září 1835, Mohuč – 26. července 1904 na zámku Streiteben, Ravne) byl rakouský šlechtic z rodu Thurn-Valsassina a politik, c.k. komorník a skutečný tajný rada.

## Život

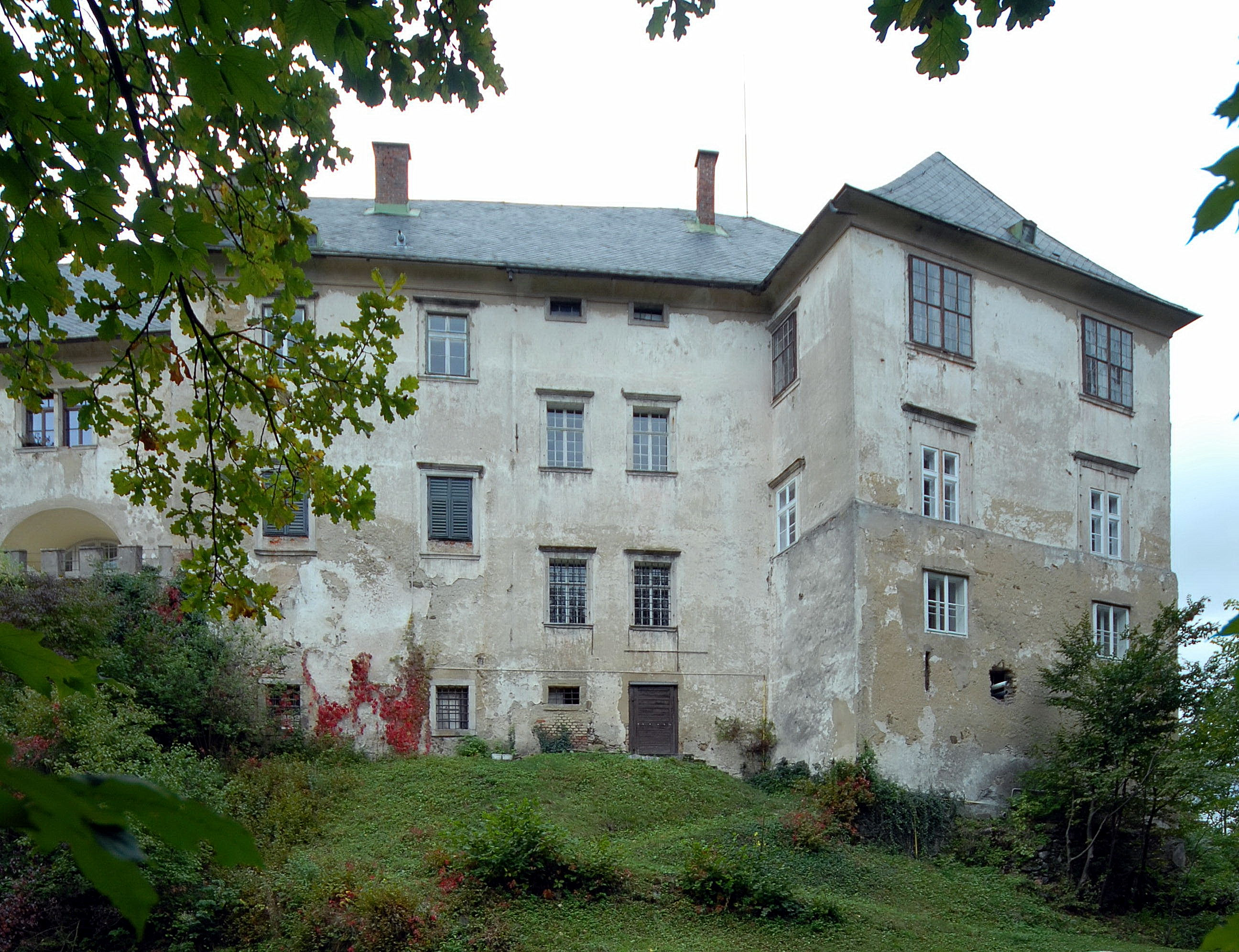
Zámek Bleiburg, Korutany, hlavní rodové sídlo

Narodil se jako syn generála Jiřího Antonína z Thurn-Valsassiny (1788–1866) a jeho manželky Emilie, rozené hraběnky Chorinské z Ledské (1811–1888). 
Později se stal majitelem Bleiburgu, Radmannsdorfu a Plankensteinu. 
Jan Douglas získal soukromé vzdělání a poté vstoupil do armády, kde dosáhl hodnosti kapitána jezdectva. 
V doplňovacích volbách dne 26. října 1873 poté, co se jeho bratr Jiří Bedřich vzdal mandátu, byl zvolen do zemského sněmu v Korutanech, jehož členem byl od 26. listopadu 1873 až do své rezignace 22. ledna 1887. Ve IV. volebním období (1873 až 1877) byl členem hospodářské a ověřovací komise.
Hrabě Jan Douglas z Thurn-Valsassiny zemřel dne 26. července 1904 na zámku Streiteben u Ravného ve slovinském Korutansku a byl pohřben v rodinné kryptě v Bleiburgu.

### Manželství a rodina
V roce 1863 se oženil s hraběnkou Gabrielou z Bray-Steinburgu (10. února 1841 – 6. ledna 1892). Z jejich manželství se narodili tři synové a dcera, mezi nimi Jan Douglas ml., pozdější diplomat.

## Vyznamenání
- Válečná medaile
- čestný komtur královského bavorského Řádu svatého Jiří